# Scottish Premier Division 1982-1983
La Scottish Premier Division 1982-1983 è stata l'86ª edizione della massima serie del campionato scozzese di calcio, disputato tra il 4 settembre 1982 e il 14 maggio 1983 e concluso con la vittoria del Dundee Utd, al suo primo titolo.
Capocannoniere del torneo è stato Charles Nicholas (Celtic) con 29 reti.

## Stagione

### Formula
Le 10 squadre si affrontano in match di andata-ritorno-andata-ritorno, per un totale di 36 giornate.

## Classifica finale
Fonte:
|       | Pos. | Squadra    | Pt | G  | V  | N  | P  | GF | GS | DR  |
| ----- | ---- | ---------- | -- | -- | -- | -- | -- | -- | -- | --- |
|       | 1.   | Dundee Utd | 56 | 36 | 24 | 8  | 4  | 90 | 35 | +55 |
| [ 3 ] | 2.   | Celtic     | 55 | 36 | 25 | 5  | 6  | 90 | 36 | +54 |
| [ 4 ] | 3.   | Aberdeen   | 55 | 36 | 25 | 5  | 6  | 76 | 24 | +52 |
| [ 5 ] | 4.   | Rangers    | 38 | 36 | 13 | 12 | 11 | 52 | 41 | +11 |
|       | 5.   | St. Mirren | 34 | 36 | 11 | 12 | 13 | 47 | 51 | -4  |
|       | 6.   | Dundee     | 29 | 36 | 9  | 11 | 16 | 42 | 53 | -11 |
|       | 7.   | Hibernian  | 29 | 36 | 7  | 15 | 14 | 35 | 51 | -16 |
|       | 8.   | Motherwell | 27 | 36 | 11 | 5  | 20 | 39 | 73 | -34 |
|       | 9.   | Morton     | 20 | 36 | 6  | 8  | 22 | 30 | 74 | -44 |
|       | 10.  | Kilmarnock | 17 | 36 | 3  | 11 | 22 | 28 | 91 | -63 |

Legenda:
      Campione di Scozia e qualificata in Coppa dei Campioni 1983-1984.
      Qualificata alla Coppa delle Coppe 1983-1984.
      Qualificata alla Coppa UEFA 1983-1984.
      Retrocesso in Scottish First Division 1983-1984.
Regolamento:
Due punti a vittoria, uno a pareggio, zero a sconfitta.
A parità di punti, le posizioni in classifica venivano determinate sulla base della differenza reti.